# I Love It (Icona Pop)
I love it is een single van het Zweedse synthpopduo Icona Pop en de Britse zangeres Charli XCX.
Het nummer is onder andere gebruikt als soundtrack in de videogame Need for Speed: Most Wanted.

## Tracklist
| Soort geluidsdrager | Uitgebracht | Tracks                       | Duur |
| ------------------- | ----------- | ---------------------------- | ---- |
| Cd-single           | 26-10-2012  | I love it (Original)         | 2:38 |
| Cd-single           | 26-10-2012  | I love it (Fukkk Offf Remix) | 4:48 |

## Hitnoteringen
| Hitlijst            | Datum van binnenkomst | Hoogste positie | Aantal weken | Laatste notering |
| ------------------- | --------------------- | --------------- | ------------ | ---------------- |
| Single Top 100      | 01-12-2012            | 16              | 38           | *                |
| Nederlandse Top 40  | 05-01-2013            | 13              | 18           | 04-05-2013       |
| Vlaamse Ultratop 50 | 23-02-2013            | 6               | 13           | *                |
| Waalse Ultratop 50  | 16-03-2013            | 22              | 10           | *                |
| Australische Top 50 | 30-09-2012            | 3               | 27           | 07-04-2013       |
| Duitse Top 100      | 24-11-2012            | 3               | 25           | *                |
| Oostenrijkse Top 75 | 23-11-2012            | 3               | 24           | *                |
| Billboard Hot 100   | 16-02-2013            | 7               | 26           | *                |
| Zweedse Top 60      | 30-06-2012            | 2               | 37           | 08-03-2013       |
| Zwitserse Top 75    | 25-11-2012            | 10              | 24           | *                |

### Nederlandse Top 40
| Hitnotering: 05-01-2013 t/m 04-05-2013 | Hitnotering: 05-01-2013 t/m 04-05-2013 | Hitnotering: 05-01-2013 t/m 04-05-2013 | Hitnotering: 05-01-2013 t/m 04-05-2013 | Hitnotering: 05-01-2013 t/m 04-05-2013 | Hitnotering: 05-01-2013 t/m 04-05-2013 | Hitnotering: 05-01-2013 t/m 04-05-2013 | Hitnotering: 05-01-2013 t/m 04-05-2013 | Hitnotering: 05-01-2013 t/m 04-05-2013 | Hitnotering: 05-01-2013 t/m 04-05-2013 | Hitnotering: 05-01-2013 t/m 04-05-2013 | Hitnotering: 05-01-2013 t/m 04-05-2013 | Hitnotering: 05-01-2013 t/m 04-05-2013 | Hitnotering: 05-01-2013 t/m 04-05-2013 | Hitnotering: 05-01-2013 t/m 04-05-2013 | Hitnotering: 05-01-2013 t/m 04-05-2013 | Hitnotering: 05-01-2013 t/m 04-05-2013 | Hitnotering: 05-01-2013 t/m 04-05-2013 | Hitnotering: 05-01-2013 t/m 04-05-2013 | Hitnotering: 05-01-2013 t/m 04-05-2013 |
| Week:                                  | 1                                      | 2                                      | 3                                      | 4                                      | 5                                      | 6                                      | 7                                      | 8                                      | 9                                      | 10                                     | 11                                     | 12                                     | 13                                     | 14                                     | 15                                     | 16                                     | 17                                     | 18                                     |                                        |
| -------------------------------------- | -------------------------------------- | -------------------------------------- | -------------------------------------- | -------------------------------------- | -------------------------------------- | -------------------------------------- | -------------------------------------- | -------------------------------------- | -------------------------------------- | -------------------------------------- | -------------------------------------- | -------------------------------------- | -------------------------------------- | -------------------------------------- | -------------------------------------- | -------------------------------------- | -------------------------------------- | -------------------------------------- | -------------------------------------- |
| Positie:                               | 37                                     | 21                                     | 20                                     | 15                                     | 18                                     | 15                                     | 14                                     | 13                                     | 15                                     | 15                                     | 15                                     | 18                                     | 18                                     | 18                                     | 20                                     | 21                                     | 33                                     | 36                                     | uit                                    |

### NederlandseSingle Top 100
| Hitnotering: (week 1 t/m 30) 01-12-2012 t/m 22-06-2013 Hitnotering: (week 31 t/m 38) 06-07-2013 t/m 24-08-2013 | Hitnotering: (week 1 t/m 30) 01-12-2012 t/m 22-06-2013 Hitnotering: (week 31 t/m 38) 06-07-2013 t/m 24-08-2013 | Hitnotering: (week 1 t/m 30) 01-12-2012 t/m 22-06-2013 Hitnotering: (week 31 t/m 38) 06-07-2013 t/m 24-08-2013 | Hitnotering: (week 1 t/m 30) 01-12-2012 t/m 22-06-2013 Hitnotering: (week 31 t/m 38) 06-07-2013 t/m 24-08-2013 | Hitnotering: (week 1 t/m 30) 01-12-2012 t/m 22-06-2013 Hitnotering: (week 31 t/m 38) 06-07-2013 t/m 24-08-2013 | Hitnotering: (week 1 t/m 30) 01-12-2012 t/m 22-06-2013 Hitnotering: (week 31 t/m 38) 06-07-2013 t/m 24-08-2013 | Hitnotering: (week 1 t/m 30) 01-12-2012 t/m 22-06-2013 Hitnotering: (week 31 t/m 38) 06-07-2013 t/m 24-08-2013 | Hitnotering: (week 1 t/m 30) 01-12-2012 t/m 22-06-2013 Hitnotering: (week 31 t/m 38) 06-07-2013 t/m 24-08-2013 | Hitnotering: (week 1 t/m 30) 01-12-2012 t/m 22-06-2013 Hitnotering: (week 31 t/m 38) 06-07-2013 t/m 24-08-2013 | Hitnotering: (week 1 t/m 30) 01-12-2012 t/m 22-06-2013 Hitnotering: (week 31 t/m 38) 06-07-2013 t/m 24-08-2013 | Hitnotering: (week 1 t/m 30) 01-12-2012 t/m 22-06-2013 Hitnotering: (week 31 t/m 38) 06-07-2013 t/m 24-08-2013 | Hitnotering: (week 1 t/m 30) 01-12-2012 t/m 22-06-2013 Hitnotering: (week 31 t/m 38) 06-07-2013 t/m 24-08-2013 | Hitnotering: (week 1 t/m 30) 01-12-2012 t/m 22-06-2013 Hitnotering: (week 31 t/m 38) 06-07-2013 t/m 24-08-2013 | Hitnotering: (week 1 t/m 30) 01-12-2012 t/m 22-06-2013 Hitnotering: (week 31 t/m 38) 06-07-2013 t/m 24-08-2013 | Hitnotering: (week 1 t/m 30) 01-12-2012 t/m 22-06-2013 Hitnotering: (week 31 t/m 38) 06-07-2013 t/m 24-08-2013 | Hitnotering: (week 1 t/m 30) 01-12-2012 t/m 22-06-2013 Hitnotering: (week 31 t/m 38) 06-07-2013 t/m 24-08-2013 | Hitnotering: (week 1 t/m 30) 01-12-2012 t/m 22-06-2013 Hitnotering: (week 31 t/m 38) 06-07-2013 t/m 24-08-2013 | Hitnotering: (week 1 t/m 30) 01-12-2012 t/m 22-06-2013 Hitnotering: (week 31 t/m 38) 06-07-2013 t/m 24-08-2013 | Hitnotering: (week 1 t/m 30) 01-12-2012 t/m 22-06-2013 Hitnotering: (week 31 t/m 38) 06-07-2013 t/m 24-08-2013 | Hitnotering: (week 1 t/m 30) 01-12-2012 t/m 22-06-2013 Hitnotering: (week 31 t/m 38) 06-07-2013 t/m 24-08-2013 | Hitnotering: (week 1 t/m 30) 01-12-2012 t/m 22-06-2013 Hitnotering: (week 31 t/m 38) 06-07-2013 t/m 24-08-2013 |
| Week: | 1 | 2 | 3 | 4 | 5 | 6 | 7 | 8 | 9 | 10 | 11 | 12 | 13 | 14 | 15 | 16 | 17 | 18 | 19 | 20 |
| --- | --- | --- | --- | --- | --- | --- | --- | --- | --- | --- | --- | --- | --- | --- | --- | --- | --- | --- | --- | --- |
| Positie: | 61 | 71 | 73 | 64 | 34 | 32 | 23 | 25 | 23 | 17 | 16 | 31 | 33 | 29 | 19 | 28 | 23 | 20 | 32 | 32 |
| Week: | 21 | 22 | 23 | 24 | 25 | 26 | 27 | 28 | 29 | 30 | | 31 | 32 | 33 | 34 | 35 | 36 | 37 | 38 | |
| Positie: | 42 | 48 | 46 | 60 | 61 | 86 | 85 | 85 | 88 | 98 | uit | 97 | 97 | 93 | 81 | 75 | 94 | 97 | 78 | uit |